# 김종직
김종직(金宗直, 1431년 6월 ~ 1492년 8월 19일)은 조선 초기의 문신으로 성리학자이며 사림파의 영수이자 학문적으로 유림의 태두이다. 조선국 경상도 함양군수를 역임했다.

## 주요 이력
본관은 선산(善山, 일명 일선)이며, 시호는 문충(文忠)이며, 호는 점필재(佔畢齋), 자(字)는 계온(季溫)·효관(孝盥)이다. 세조 때에 동료들과 함께 관직에 진출하여 세조~성종 연간에 동료, 후배 사림파들을 적극 발탁하여 사림파의 정계 진출 기반을 다져놓았다.
1459년(세조 5년) 문과에 급제하여 출사하여 성종 초에 경연관·함양군수(咸陽郡守)·참교(參校)·선산부사(善山府使)를 거쳐 응교(應敎)가 되어 다시 경연에 나갔으며, 승정원도승지·이조 참판·동지경연사·한성부 판윤·공조 참판·형조 판서·지중추부사에 이르렀다. 재지사림(在地士林)의 주도로 성리학적 정치질서를 확립하려 했던 사림파의 사조(師祖)의 한사람이자 중시조격이다. 그러나 세조의 즉위를 비판하여 지은 〈조의제문〉이 무오사화를 불러일으켰다. 조선왕조 수립 이후 성리학을 전승한 것은 길재, 권우였고, 사림파 출신으로 처음 조선정계에 진출한 이는 권근이었으나, 세조 이후 조선 조정에 본격적으로 출사한 것이 김종직과 그의 동료, 제자들이었으므로 김종직을 사림파의 실질적인 중시조로 간주한다.
김종직(1431-1492)은 남명 조식(1501-1572)이나 퇴계 이황(1502-1571) 보다 70여년이나 앞선 유학자로 자신을 전별(餞別)하는 문인들을 '우리당'(吾黨)이라고 불렀는데 김종직을 종주로 삼았던 정치세력이 사림(士林)이며, 이런 연유로 김종직을 사림의 영수라고 한다. 이를 통상 붕당 정치의 시원으로 간주한다.
정여창, 최부(崔溥), 김굉필, 이목, 권경유, 김안국, 김정국, 김일손 등이 모두 그의 제자였고, 조광조는 김굉필의 제자로서 그의 손제자였으며, 남효온과 남곤, 송석충, 김전, 이심원 역시 그의 문하생이었다. 그는 세조의 찬탈을 비판하고 이를 항우의 초 회왕 살해에 비유한 조의제문(弔義帝文)을 지어 기록에 남겼으나 그 자신은 1459년(세조 5년) 문과에 급제하여 관직에 나가 벼슬이 지중추부사에 이르렀다.

## 생애

### 생애 초반

#### 출생과 가계
점필재 김종직은 1431년(세종 14년) 6월 외가(外家)가 있는 경상남도 밀양 부북면 제대리 한골마을에서 성균관사예(成均館司藝)를 지내고 사후 증 호조판서에 추증된 강호 김숙자와 밀양박씨(密陽朴氏)의 3남 2녀 중 막내로 출생하였으며, 아버지 김숙자에게서 수학하였다. 어머니는 밀양박씨는 사재감정(司宰監正) 박홍신(朴弘信)의 딸이다. 증조부는 사재감령(司宰監令)을 지낸 은유(恩宥)이고 할아버지는 성균관 진사 관(琯)이다.
아버지 강호 김숙자는 경상도 고령과 개령, 성주 등지에서 수령과 교수직을 역임하였으며, 밀양에 거주하던 박홍신의 사위가 되면서 밀양에 정착했다. 김종직의 가문은 고려말 선산의 토성이족(土姓吏族)에서 사족(士族)으로 성장하였으며, 아버지 김숙자의 대에 이르러 박홍신 가문과 혼인하면서 경제적 기반을 갖추고 중앙 관계에 진출을 시도하였다고 한다. 아버지 김숙자는 포은 정몽주의 문인인 야은 길재의 문하에서 수학했다.
그는 일찍부터 총명하여 암기에 능하였으며 날마다 수 천자씩을 기억해 갔다고 한다. 15세에 이미 시문에 능하여, 많은 문장을 지었으며, 20세가 못되어 문장으로 이름을 크게 떨쳤다.

#### 청소년기
아버지 대에 외가로부터 물려받은 재력으로 유복하고 풍족한 환경에서 성장하였다. 기억력이 좋고 글씨를 잘 썼는데, 일찍부터 시(詩)에 능하다는 명성이 있었는데 날마다 수만 마디의 말을 기억하여 약관이 되기도 전에 신동이라 알려졌다.
기억력이 좋고 글을 잘 지었던 그는 어릴 때부터 아버지 숙자의 문하에서 글을 배웠다. 아버지 숙자의 교육은 길재의 교육방법을 따라 동몽수지(童蒙須知), 유학자설(幼學字說), 정곡편을 거쳐 소학, 효경, 대학 및 논맹 순으로 단계적인 과정을 철저히 밟고 사서, 오경을 차례로 배웠지만 특히 소학을 학문의 기초로 삼고 어릴 때부터 시를 잘하여 이름이 크게 떨쳤다.
아버지 숙자는 관료생활 와중에도 퇴청 후에는 서실을 열고 후학을 가르쳤는데, 그 외에도 정헌 이재인(李在仁) 등 9명의 이름있는 문하생이 배출되었다. 그를 포함한 이재인 등 숙자의 이름있는 문하생 9인을 가리켜 9현인이라 부른다.

#### 과거에 낙방과 학문 연구

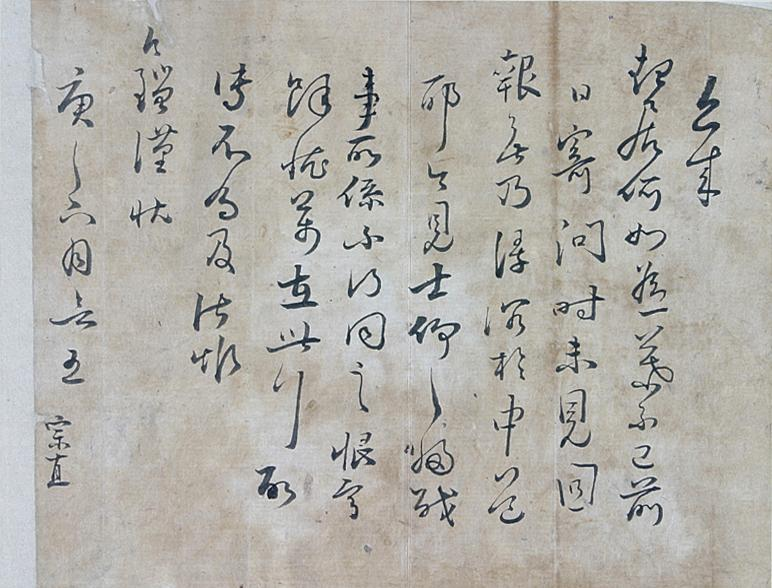
김종직의 편지 서간

1446년(세종 28년) 김종직은 과거에 응시, 소과에 〈백룡부 白龍賦〉를 지어 김수온(金守溫)의 주목을 받았으나 시류에 비판적이라는 이유로 낙방시켰다. 낙방한 뒤 귀향길 시에서 ‘시인 눈에 들지 않을 것을 일찍 알았던들, 차라리 연지(燕脂) 잡아 모란 그릴 것을’ 하며 넋두리한다. 그 뒤 김수온의 형인 승려 학조(學祖)의 부패 행위를 경멸, 집중공격하게 되면서 그와의 관계는 악화된다. 그러나 김수온은 곧 사망했고 그의 관직생활에 제한이 되지는 않았다.
1447년(세종 29년) 한성에 올라가 다시 과거에 응시하였다가 낙방하였다. 그 뒤 그는 김맹성, 형 김종석(金宗碩) 등과 함께 황악산(黃嶽山)의 능여사(能如寺)에 가서 독서와 학문 연구에 힘썼다. 1451년(문종 1) 김천에 살던 울진현령 조계문(曺繼文)의 딸 조씨와 결혼했는데, 그는 김종직의 문인인 조위(曺偉)의 누나이기도 했다.
1453년(단종 1년) 태학에 들어가 〈주역 周易〉을 읽으며 주자학의 원류를 탐구하여 동료들의 경복(敬服)을 받았다. 이해 진사시에 합격하였다. 1455년 세조가 정변을 일으켜 조카 단종을 몰아내고 왕이 되었다. 그러나 그는 과거 시험에 응시한다. 1455년 세조의 즉위를 축하하는 동당시에 종형 김종석과 함께 응시하여 형제가 모두 합격하였다. 1456년(세조 2년) 1월에는 문과에 응시하였으나 낙방하였다. 그해 3월 아버지이자 스승이었던 강호 김숙자가 사망한다. 그뒤 관직에 올라 교도(敎導)가 되었다.

### 관료 생활

#### 과거 급제와 관료생활 초반

세조
그는 세조의 찬탈을 초나라 항우와 의제에 빗대었으나 그 자신은 세조의 조정에 출사한다.

교도(敎導)로 재직 중 1459년(세조 5년) 식년문과에 정과 20등으로 급제하였다. 바로 승문원권지부정자(承文院權知副正字)가 되었다가 승문원정자(正字)에 보임되었다. 이때 승문원의 선배였던 어세겸(魚世謙)이 어느날 그의 시를 보고 탄식하며 “ 나보고 말채찍을 잡고 하인이 되라 해도 달게 받아 들이겠다.”라고 하였다. 이어서 집현전 저작이 되었다가 이듬해 사가독서(賜暇讀書)를 했으며, 정자(正字) ·교리(校理) ·감찰(監察) ·경상도병마평사(慶尙道兵馬評事)를 지냈다. 그 뒤 승문원 박사·(校檢)교검, 사헌부 감찰 등을 지냈다. 1461년 그는 왕명에 따라 세자빈 한씨(예종비 장순왕후)를 애도하는 〈세자빈한씨애책문 世子嬪韓氏哀冊文〉을 지었다. 1462년(세조 8년) 승문원박사로 예문관봉교를 겸하였다.
세조는 지나치게 확장되는 공신 세력을 견제할 목적으로 새로운 인사들의 등용정책을 추진했다. 고려말의 정몽주, 길재 등의 학풍을 잇는 이들은 스스로 도학적 실천을 구현하려는 군자임을 내세우며 사회정책에 대한 전반적인 개혁을 요구하였다. 김종직은 이런 사림의 대표적인 인물로 떠오르게 되었다.
1464년 세조가 천문·지리·음양·율려(律呂)·의약·복서(卜筮) 등 잡학에 뜻을 두고 있는 것을 비판하다가 파직되었다. 1465년 다시 복직되었으며, 그해 경상도병마평사(慶尙道兵馬評事)로 나갔다. 1467년 내직으로 돌아와 교리가 되었다가 수찬(修撰), 1468년 이조좌랑을 지냈다. 1469년(예종 1년) 전교서교리가 되었다. 세조 즉위 초 경연(經筵)을 열고 특별히 문학에 뛰어난 문인을 선발할 때 선발된 자가 십여 명인데 그는 우수한 편이었다.
그는 세조의 찬탈(세조 찬위)을 비판하였으나 세조의 조정에서 과거에 급제하고 성종때까지 벼슬살이를 했다. 광해군 때의 인물인 허균은 이를 두고 김종직론을 지어 심하게 비꼬았다. 학문과 문장이 뛰어나 영남학파의 종조(宗祖)로서 많은 제자를 길러냈으며, 성종의 각별한 총애를 받아 제자들을 관직에 등용시킴으로써 훈구파와 심한 대립을 일으켰다.

#### 조의제문과 풍자
훈구파에 대한 비판과 부도덕성 질타에 그치지 않고 그는 세조의 단종 폐위에 대해 반발하였다. 그는 세조의 단종에 대한 양위를 가장한 찬탈을 비판하고 이를 풍자하는 작품을 남겼다.
조의제문은 단종과 세조를 초나라 의제와 항우에 비유했다. 그런데 문장이 워낙 난해해 당대의 식자층도 그 내용을 제대로 이해하지 못했다. 그런데 훗날 조의제문을 접한 연산군이 “어찌 이 글이 어떻게 세조를 능멸하고 노산군을 위한 제문이란 것인가?”하고 되물을 정도였다.
조의제문은 중국 진나라 때 항우가 초나라의 의제를 폐한 것에 세조가 단종을 폐한 것에 비유하여 은근히 단종을 조위한 글이었다. 항우는 스스로 보위에 오른 뒤 의제를 강에 던져 죽인다. 김종직은 단종의 시신이 강에 떠내려갔다는 풍설을 듣고 중국의 고사에 빗댄 것이다. 이 글은 그의 사후 이미 죽어 땅에 묻힌 김종직을 부관참시시키고 숱한 선비를 죽음으로 내몰았다. 그러나 조의제문을 지어 세조의 찬탈을 비판하고도 관직에 나간 것에 대해 이후 비판의 소재가 되었으며, 허균은 김종직론이라는 비평을 남겨 그를 신랄하게 비난한다.
그의 글 중 조의제문은 훗날 성종실록의 편찬 과정에서 김종직의 제자인 김일손 등에 의해 사초에 올려지고 이는 후일 무오사화의 원인이 된다.
김종직은 세조의 단종 폐위를 우회적으로 풍자해서 비판했다. 그런데 그가 세조를 비판한 것이 개인적인 원한 때문에 앙갚음을 한 것이라는 의혹이 제기되었다. 1529년(중종 24) 10월 16일 생원 이종익(李宗翼)은 상소를 올려, 김종직이 어느 대신의 천거를 받았지만 세조가 완고하여 쓸모없다 하자 발끈하며 화를 냈다고 하였다.
우리 세조조(世祖朝) 적에 어떤 대신이 김종직(金宗直)을 천거하자 세조께서 친히 만나보시고는 ‘완고하여 쓸모 없는 선비다. 등용할 것 없다.’ 하였습니다. 이에 종직은 발끈 화를 내고 물러가서는 조의제문(弔義帝文)을 지어 비방했습니다.354) 대개 군신이 만나는 것은 풍운(風雲)의 모임으로, 요행으로 되는 것이 아닙니다. 서로가 필요하면서도 만나지 못하는 경우를 어찌 다 셀 수 있겠습니까? 이런데 굴원(屈原)은 잘못 멱라수(汨羅水)에서 죽었고,355) 가의(賈誼)는 장사(長沙)에게 통곡했으니,또한 망령된 짓이 아닙니까? 하물며 예부터 중흥(中興)한 군주는 화란(禍亂)을 평정하고 요기(妖氣)를 소탕한 뒤에야 선왕의 대업(大業)을 회복할 수 있었습니다. 만일 당시 임금이 한 가지 잘못된 점이 있다고서 신하가 갑자기 옛일을 인용하여 역귀(蜮鬼)처럼 헐뜯는다면 임금 노릇하기가 어렵지 않겠습니까?

신이 《국조보감 (國朝寶鑑)》을 상고해 보니 세조 9년에 종직이 이파(李坡) 등과 십오 학사(十五學士)의 선(選)에 들었습니다. 그렇다면 당세에 진출하기 위해 주선한 지가 오랬습니다. 이미 북면하여 신하의 의(義)를 맺은 사람이 다시 두 마음을 품는 것은, 전국 시대의 비루한 선비도 하지 않던 것입니다. 먼저 그 임금의 선조를 헐뜯고 다시 그 조정에 벼슬하는 것은, 인정에도 할 수 없는 것입니다. 그런데 그렇게 했으니, 이것이 난신 적자(亂臣賊子)가 그치지 않는 까닭인 것입니다. 이는, 신하로 칭하지도 않고 녹봉도 받지 않으면서 일월(日月) 같은 충의를 지닌 자와 높은 지위로 국사를 맡고 있으면서 털끝만큼도 동요되지 않는 사람과는 차이가 있습니다.

성종(成宗)께서는 그의 문장을 아껴서 한 번 군수(郡守)에 제수(除授)했고 다음은 감사에 제수했고 그 다음은 형조 판서(刑曹判書)에 제수했습니다. 그러나 번다한 첩보(牒報)와 소장(訴狀)을 침체시킨 채 처리하지 못했으니, 완고하여 쓸모 없는 선비가 아니고 무엇입니까?— 이종익의 상소문

이종익에 의하면 김종직은 세조 때의 어느 대신이 천거하였다. 그러나 세조는 그를 직접 만나보고는 '완고하여 쓸모 없는 선비다. 등용할 것 없다.'고 하였다. 세조의 말을 듣고 그는 발끈 화를 내고 물러갔으며, 그것 때문에 조의제문을 지었다는 것이다. 이종익의 상소문은 논란을 야기하였고, 도리어 이종익이 전처 유씨를 유씨의 외척과 자주 만난 일로 이혼한 것을 지적하며 문제삼았다.
결국 1530년 10월 1일 당시 영의정 정광필이 이종익의 이혼과 김종직 비판을 함께 언급하며, 미친 사람이라 본래 정상이 아니니 처벌할 이유가 없다 하여 논란은 종결되었다.
세조에 대한 그의 마음은 유교적 충의의 영향도 있었고, 정몽주의 학통을 이은 가학의 영향도 있었다. 그리고 그의 아버지 김숙자도 세조 밑에서는 벼슬하지 않겠다고 낙향하였다.

#### 개혁 정책

##### 잡학 반대와 세조와의 갈등
1463년(세조 9년) 여름 그는 불사(佛事)를 하지 말 것을 간언하다가 파직을 당하기도 했다. 그러나 1464년(세조 10) 7월 그는 세조에게 음양오행 등 잡학을 장려한다고 질타했다가, 분노한 세조로부터 호되게 질책당하였다.
세조가 '능력이 있는 문신을 천문, 지리, 음양, 의학, 사학, 시학, 율려(律呂) 등 한 분야에 배속시켜서 익히게 하라'는 전교를 내렸는데 김종직은 그만 '사학과 시학은 본래 유자의 일이고 나머지는 잡학(雜學)인데 문신에게 힘써 배워 능통하게 하라는 것은 좋은 일이 아니'라며 반대한 것이다.
| “ | 사학과 시학은 본래 유자의 일입니다만 나머지는 잡학(雜學)이고 미신인데 문신에게 힘써 배워 능통하게 하라는 것은 좋은 일이 아닙니다. | ” |

세조가 듣지 않고 물리치자 그는 같은 내용의 상소를 계속해서 올렸다. 그러자 분노한 세조는 용서하지 않았다.
| “ | 김종직은 내가 잡학을 장려한 까닭을 알 것인데, 참으로 경박하다. | ” |

사물의 진리를 밝히는 학문이 성리학이니만큼 천문, 지리, 의학 등의 실용학문의 중요성을 인식한다면 문신이 앞장서 익혀야 하는데, 김종직이 섣불리 반대하였다는 것이다. 이때 김종직은 곤장을 받고 투옥되고 파직되었다. 공신 세력은 사림파의 존재를 거슬리는 존재로 취급하여 사림의 당수인 그를 엄하게 처벌하려 하였지만, 여러 공신들의 발호를 견제하던 세조는 그를 고신 박탈과 곤장 선에서 끝냈다. 그리고 이듬해 복직하고 경상도 평사로 부임하였다.

##### 이시애의 난 전후
1466년(세조 11년) 경상도병영 막부에 있으면서 병마평사로서 절도사 진례군을 수행하여 다인현에 다녀왔고, 7월에 이시애가 거병하여 이시애의 난이 일어나자 병마절도사의 공문을 가지고 병력을 모집, 선발하기 위해 영해부에 다녀왔다. 1467년 이시애의 난 진압 병력 모병일을 마치고 내직으로 돌아와 홍문관수찬이 되었다.
1468년(세조 14년) 이조좌랑 겸 춘추관기주관, 교서관교리 지제교가 되었다. 그해 세조가 죽고 예종이 즉위하자 1469년(예종 2) 조산대부 전교서교리 겸 예문관응교 지제교가 되었다. 그해 10월 6일 제범(帝範)의 훈사를 인쇄하여 바치라는 예종의 명을 받아 제범의 훈사를 영인하였다.

##### 성종 즉위 초

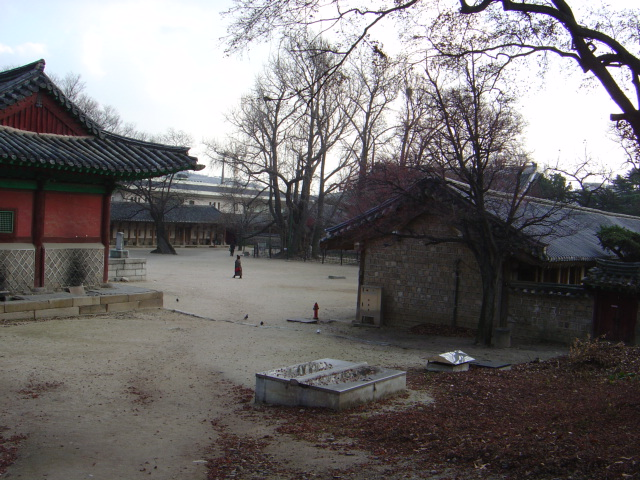
성균관 경내

1469년(예종 2년) 예종이 승하하자 '시책문'(諡冊文)을 지어 올리고 만사 3수를 지어올렸다.
성종 즉위 직후 집현전의 예(例)에 의하여 예문관(藝文館)의 정원을 늘려서 문학(文學)하는 선비를 선발하여 충당시켜 모두 경연관(經筵官)을 겸하게 하여, 특별히 예문관수찬(修撰)이 되었다. 곧 경연관을 겸임하였다. 1470년 예문관수찬 지제교 겸 경연검토관, 춘추관 기사관에 임명되었다. 또한 성리학의 장려, 보급 및 사림파의 정계진출을 위해 성균관의 유생 수와 강의를 늘림으로서 세력 확장을 꾀한다.
성종 즉위 초, 수빈 한씨를 인수대비로 책봉하면서 왕명으로 〈인수왕후봉숭왕책문 仁壽王后封崇王冊文〉 등을 지었다.

##### 불교 척결 운동
조카인 단종과 사육신 관련자 8백여 명을 처형한 것에 대한 죄책감을 가진 세조는 불교에 귀의하여 승려들을 출입시켰는데, 이는 예종과 성종대에도 계속되었다. 세조비이자 성종의 조모인 정희왕후가 남편과 함께 불교를 후원했었고, 인수대비역시 불교 신자였다. 김종직은 소격서 철폐와 불교 혁파를 강하게 주장하였다. 그러나 어머니와 할머니를 거역할 수 없었던 성종은 그에게 간곡하게 만류하여 되돌려보내곤 했다.
승려 학조가 대비의 위세를 등에 업고서, 해인사의 주지를 자신의 수하 인물로 갈아치운 사실을 기록하였으며, 세종의 아들 광평대군과 영응대군이 땅과 백성들을 사취한 사실을 기록한 것도 문제가 되었다.
영응대군 부인 송씨는 군장사란 절에 올라가 설법을 듣다가 계집종이 깊이 잠들면 학조와 사통을 했다. 불교를 미신으로 간주한 그는 학조를 혐오했으며 이를 불교비판의 소재로 활용한다. 학조의 부패와 월권행위에 이어 간통 사건까지 벌어지자, 이를 수시로 언급하며 불교비판과 공박의 소재로 한다. 소격서는 철폐되지는 않았으나, 후일 그의 제자들이 다시금 이 사건을 사초에 기록하려다가, 무오사화의 빌미를 제공한다.

##### 경연관과 지방관 생활
1470년(성종 1) 예문관수찬 지제교(藝文館修撰知製敎) 겸 경연검토관(經筵檢討官), 춘추관기사관(春秋館記事官)에 임명되었다가, 늙은 어머니를 봉양해야 된다는 이유로 외직으로 나가 함양군수(咸陽郡守)가 되었다. 함양군수로 재직 중 벼슬 품계가 거듭 승진했는데, 1471년 봉열대부(奉列大夫)·봉정대부(奉正大夫), 1473년 중훈대부(中訓大夫)에 올랐으며, 1475년에는 중직대부(中直大夫)를 거쳐 함양에서의 공적을 인정받아 통훈대부(通訓大夫)로 승진했다.
대의명분을 중시하던 김종직은 단종을 폐위, 살해하고 즉위한 세조를 비판하였으며, 세조의 찬위에 동조한 신숙주, 정인지 등의 공신들을 멸시하였다. 그래서 대간에 머물고 있을 때는 세조의 부도덕함을 질책하고 세조대의 공신들을 공격하는 상소를 올려 훈구 세력을 자극하기도 했다.
함양군수로 나갔는데 그 다스림에 학교를 세워 인재를 기르며, 백성들의 생활을 안정시키고 민중을 화합하는 것을 임무로 삼으니 정사의 성적이 제일이었다. 또한 행음주례를 정하고 주자가례와 여씨춘추를 참고로 향약을 정하여 보급시켰으며, 도적은 용서하지 않고 엄히 다스렸다. 그가 재직중인 동안 함양과 근처 고을에는 도적이 창궐하지 못했다.
1475년(성종 6년) 임기가 만료되어 내직으로 돌아왔는데 성종은 "종직은 군(郡)을 잘 다스려서 명성이 있으니 좋은 자리로 옮기도록 하라."고 하고 승문원참교(承文院參校)로 전임되었다. 그해에 마침 중시(重試)가 있었는데 모두들 권하면서 "중시는 문관이 빨리 승진할 수 있는 계기이다."라고 하였으나 끝내 응시하지 않았는데, 여론이 고상하게 생각하였다.

#### 유자광과의 원한관계
유자광은 종 출신 서자로 세조의 총애를 받은 이후 예종, 성종, 연산군 때까지 요직을 지냈다. 유자광은 남이가 역모를 꾸민다고 모함하여 죽인 일이 있는데(남이의 옥사) 김종직은 유자광을 혐오하고 경멸하였다.
경상도관찰사를 지낸 유자광이 함양의 대관림을 돌아보고 소고대의 절경을 바라보면서 내려와 학사루를 보고 절경에 감탄하여 아전에게 필묵을 시켜, 시를 짓고 그림을 그렸다. 그리고 그 시를 현판으로 만들어 학사루에 걸어놓았다. 함양 군수로 있던 김종직은 유자광이 지은 시가 학사루 현판으로 걸린 것을 보고 떼도록 지시한다. 그는 유자광의 시가 함양 동헌의 현판에 새겨있는 것을 보고 소인배의 글이라 하여 떼내어 불사르게 했다.

- 김종직 : 아니, 유자광 따위가 감히 학사루에 현판을 걸 자격이 있느냐? 고매하신 선비들의 현판 가운데 어찌 쌍놈의 작품이 걸릴 수 있느냐? 당장 저 현판을 당장 내려라.
- 하인 : 사또, 그래도 이 현판은 관찰사 나으리의 현판이옵니다.
- 김종직 : 관찰사가 아니라 정승이면 무엇하리? 쌍놈은 쌍놈이니라.

김종직은 대노하여 아전에게 호통을 치고 그 현판을 철거하여 아궁이에 태워 버렸다. 그러나 이 일은 입소문으로 전달되었고 관찰사 유자광이 이를 듣고 불쾌하게 여겼다 한다. 또한 천첩 출신 서자로 출신성분에 열등감을 가진 유자광은 이 일로 김종직을 증오하게 된다. 이는 후일의 '무오사화'의 한가지 원인이 되기도 했다. 그런데 성리학적 윤리의 실천으로 학행일치의 명성이 세상에 알려지자 인심이 이를 통쾌히 여겼고, 함양에는 그를 찾아 문인들이 몰려들었다.
김종직이 관직을 그만두고 밀양으로 낙향할 때 문하생들이 서울에서 정자에 술상을 차려놓고 송별시회를 했다. 이때 초청하지도 않은 유자광이 이곳에 들러 인사를 하면서 선생에게 술잔을 권하여 마지못해 잔을 받게되자 선생의 제일 나이 어린 제자 홍유손이 '무령군 대감! 송별시 한수 지어 보시우! 후세 사람들 중 누가 또 대감의 시를 현판해서 걸지 모르지 않습니까 ?'라며 조롱하였다.
함양 학사루 사건을 빗대 조롱한 것으로, 무안당한 유자광은 이후 김종직과 그 문하생에게 원한을 품게 된다. 당시에 세도도 막강하였고 벼슬도 높았던 유자광은 선비들로부터 이렇게 모욕을 당하자, 이극돈, 임사홍 등과 손잡고 선비들을 몰살 시켰던것이다.

#### 외직 근무와 후학 양성
1476년(성종 7년) 1월 지승문원사가 되었다. 그러나 잠시 지승문원사를 맡았으나 다시 외직을 자청하여 선산부사(善山府使)로 자청해 나갔다. 함양과 선산 두 임지에서 근무하는 동안 그는 미신을 타파하고, 무당과 성황당 등을 철폐하였으며 주자가례에 따라 관혼상제를 시행하도록 하고, 도박을 금지하였으며, 서당을 세워 아이들에게 천자문과 동몽선습, 사자소학을 가르치게 하였으며, 서원을 장려하였다. 또한 봄·가을로 향음주례(鄕飮酒禮)와 양노례(養老禮)를 실시하는 등 풍기문란 단속과 성리학적 향촌사회의 질서를 수립하는 데 주력했다. 또한 관료이면서도 성리학에 조예가 깊었던 그는 김굉필·정여창·이승언(李承彦)·홍유손(洪裕孫)·김일손(金馹孫) 등 여러 제자들을 길러냈다.
이어 그는 제자들과 함께 유향소(留鄕所)의 복립운동(復立運動)을 전개하여 조정에 건의, 1488년 그 복립절목(復立節目)이 마련되게 하였는데, 이는 향촌사회에서 재지사림(在地士林)의 주도로 성리학적 질서를 확립함과 동시에 자신들의 정치적 진출을 노리는 그의 의지의 소산이기도 했다.
1479년(성종 10년) 어머니 박씨의 상(喪)을 당하여 관직을 사퇴하고 고향에 내려가 3년상(三年喪)을 치렀는데 상례를 주자의 주자가례대로 행하였으며, 시묘살이 중 병을 얻어 건강을 해친 것이 예에 지나치니 사람들이 그의 지극정성에 감동하였다. 어머니의 3년상을 마친 뒤에는 충청남도 금산(金山) 촌야(村野)에 있었다.
금산 촌야에 서당을 짓고 후학을 가르쳤으며, 촌야의 서당 근처에는 친히 연못을 파서 연(蓮)을 심었으며 집의 이름은 경렴(景濂)이라고 하였는데, 이는 그가 평소 송나라의 학자 무극옹(無極翁) 주돈이를 사모했기 때문이었다. 매일 학동들을 가르치고 시를 읊으며 세상일에는 뜻이 없었다. 그러나 1482년 10월 홍문관 응교(應敎)로 부름을 받자 병으로 사양하였으나 허락받지 못하고 출사하게 되었다. 경연에 입시해서는 말이 간략하면서도 이해가 쉽고 뜻이 잘 통하여 강독(講讀)을 가장 잘 하여 성종의 총애와 관심이 지극하였다.

#### 성종의 총애와 사림세력의 기반 구축
정희왕후의 수렴청정이 끝나고 성종이 직접 정사를 주관하게 되자 다시 중앙으로 진출하였으며, 이때부터 영남 사학의 거두로서 또한 성종의 근위 세력으로서 성장하게 된다. 성종은 학문을 숭상하여 도학 정치를 꿈꾸었으며, 김종직을 자신의 그런 정치적 이념을 뒷받침해줄 적임자로 생각했다. 특히 김종직의 문하에는 김굉필, 정여창, 김일손 등의 당대 최고의 문장가들이 포진해 있었는데, 성종은 이들과 힘을 합해 훈구파와 척신 세력의 독주를 저지하고자 했다.
1482년 왕의 특명으로 홍문관응교 지제교(弘文館應敎知製敎) 겸 경연시강관(經筵侍講官), 춘추관편수관(春秋館編修官)에 임명되었으며, 직제학을 거쳐 1483년 승정원동부승지가 되었다. 이후 우부승지·좌부승지·도승지 등 승정원의 여러 벼슬에 올랐다. 1483년 우부승지에 오른 뒤 여러 요직을 두루 거치게 된다. 이와 함께 그의 제자 최부(崔溥), 김굉필, 유호인, 김일손 등도 요직에 등용되기에 이른다.
또한 김종직은 신분과 집안 배경을 가리지 않고 널리 인재를 구할 것과 단종조에 절개를 지킨 인사들에 대한 사면과 복권, 등용을 건의하였다. 성종은 세조의 집권을 부정하는 듯한 그의 발언에 분개하였으나 나중에 그의 건의를 받아들여 널리 인재를 구하는 한편 사림파와 청담파 계열 인사들에 대한 복권과 등용 정책을 추진한다.
그는 성종에게 면학 분위기를 장려할 것을 권고하였다. 문풍 진작과 학문 권면을 성종에게 건의하고, 면학 분위기와 문풍 진작을 위해서는 임금인 성종이 모범을 보여야 한다고 하였다. 그는 성종에게 경연에 자주 참여하여 학문을 강론할 것을 건의하였는데 성종은 이를 흔쾌히 받아들여 매일 경연에 출입하여 학문을 강독하였다. 또한 전국 각지에 서당과 서원, 향교 등을 세워 학문을 적극 장려, 권장하여 전국적으로 면학 분위기를 조성하기 위해 노력하였다.

### 생애 후반

#### 사림파의 세력 진출 확보
도승지에 임명되자 스스로 감당할 수 없다고 사양하였으나 성종이 윤허하지 않고 하교하기를 '경의 문장과 정사가 충분히 감당할 만 하니 사양하지 말라.'고 하였다. 그러나 훈구파의 반발이 심하였다.
성종실록 성종 15년(1484) 8월 6일조는 도승지로 임명받은 김종직과 그 문인(門人)들에 대해 “사람들이 이를 비평하여 '경상도 선배당(慶尙先輩黨)'이라고 하였다”고 적고 있고, 김종직도 자신을 전별(餞別)하는 문인들을 '우리 당'(吾黨)이라고 불렀는데 김종직을 종주로 삼았던 정치세력이 사림(士林)이다. 있다. 훈구파들은 그가 파벌정치를 조장한다고 비난하였다.
그러자 고향으로 내려가 금산지(金山池) 위에 서당을 지어 그 곁에 연꽃을 심고 집의 호를 경렴(景濂)이라 하였는데 이는 중국의 학자 염계 주돈이를 경모한다는 뜻이다. 매일 그 집에서 시문을 읊고 제자를 가르치며 세상 일에 뜻이 없었으나 다시 홍문관 응교로 부르시니 병이라 칭탁하고 사양하였으나 임금님께서 허락하시지 않으므로 부득이 벼슬길에 나가니 임금님의 총애가 지극하여 특별히 도승지를 제수하였다. 그는 감당하기 어려움을 이유로 사양하였으나 성종은 "경의 문장과 경륜은 족히 감당할 것이니 사양치 말라."며 그를 불러들였다.
곧 이조참판 동지경연사로 옮겼는데 이때 성종은 그에게 특별히 금대(金帶) 하나를 특별 선물로 하사하였고, 이후로도 그의 글재주를 아껴 각별하게 대우하였다. 이후 홍문관제학·예문관제학, 병조참판이 되었다가 다시 경기도관찰사 겸 개성부유수, 전라도관찰사 겸 전주부윤 등의 외직을 지내고 병조참판이 되어 되돌아왔다. 이 무렵부터 자신이 선산부사 등으로 재직할 때 길러낸 제자들이 본격적으로 벼슬길에 오르면서 사림파(士林派)를 형성하여 사림파의 영수가 되어 훈구파와 대립하기 시작했다.
이후 도덕적 명분론을 주창하여 훈구파의 찬탈과 부패를 비난하는 한편 향촌의 질서과 규범 확립이라는 이유로 제자들과 함께 유향소(留鄕所)의 복립운동(復立運動)을 전개하여 1488년 그 복립절목(復立節目)이 마련되었는데, 이는 향촌사회에서 재지사림(在地士林)의 주도로 성리학적 질서를 확립함과 동시에 자신들의 정치적 진출을 노리는 것이기도 했다. 그밖에 그는 송석충, 남효온 등과 교류하였다. 그는 우리 당이라는 용어를 자주 사용했다.

#### 김굉필과의 이견
그러나 1484년 10월 김종직이 이조참판에 등용된 뒤 스승이 훈구파와 적극적으로 싸워 조정을 바로잡아 줄 것을 기대했지만 자신의 생각과 다름에 김굉필은 자신의 생각을 시로 지어 편지로 보내었다.
도(道)라는 것은 겨울엔 갖옷 입고 여름엔 얼음 마시는 것인데 / 
날 개면 가고 비 오면 그치는 것을 어찌 전능(全能)이라 하겠는가 / 
난초도 속된 것을 좇아 결국 변한다면 / 
어느 누가 소는 밭을 갈고 말은 사람이 타는 것이라고 믿을 수 있겠는가?

김종직은 이에 화답하여 시를 지어 보내면서 임금을 제대로 보필하고 세상을 바로잡는 일이 말처럼 쉽지 않다는 사실을 우회적으로 내비치면서 자신의 처세가 권세와 이익만을 따르는 것이 아니라고 하였다.
분수에 맞지 않게 공경대부 높은 관직에 올랐지만 / 
내가 어찌 임금을 보필하고 세상을 바로잡는 일을 해낼 수 있을까? / 
그대 같은 후학(後學)들이 나의 허물과 어리석음 조롱하지만 / 
구차하게 권세와 이익을 따르지는 않네.

김굉필과 김종직 양현이 갈라서지 않았다는 증거는 다음과 같다. ① 한훤당이 갑자사화에 처형을 당하면서도 사제관계를 부정하지 않은 점②김종직의 다른 문인들과도 여전히 관계를 돈독히 이어온 점, ③ ‘길가의 노송(老松)’이란 뜻의 한훤당이 지은「노방송(路傍松)」시에 소나무는 밀양에 있다고 하여 노년의 점필재를 노송에 빗대어 공덕을 찬양함 점,  ④ 『중종실록』, 정축년 8월 30일조에 한훤당과 일두가 점필재에게 심학(心學)을 이어받았다고 하는 등 실록의 여러 기록들 ⑤ 1489년 10월 20일에 제자 사미정(四美亭) 박형달(朴亨達)에게 보낸 편지. <박형달 후손가 소장간찰>. 이 간찰은 박형달의 후손 박수춘(朴壽春)이 편찬한 남강서원판(南岡書院版), 『국담선생추선록(菊潭先生追先錄)』, 「제현유묵(諸賢遺墨)」에 실려 있다.
천지(天支: 朴漢柱)가 군이 있는 곳에서 와서 보내준 편지를 받아보고, 군의 근황이 진중(珍重)함을 갖추어 알게 되어 기쁨을 말로 할 수 없네. 나는 집에서 병을 조리하고 지내며 별다른 좋은 일은 없지만, 근자에 백욱(伯勗: 정여창)·대유(大猷: 김굉필)와 경사(經史)를 강론하면서 서로 발전하는 유익함이 없지 않은 것이 다행이네.  오직 한스러운 것은 군과 더불어 서로 질정하지 못하는 것이라네.  기유년(1489) 10월 20일 종직(宗直). ⑥기타『한국유학통사』(최영성) 등의 여러 한국철학사에 한훤당이 점필재의 제자로 도학을 인물로 기술 되어 있는 점 등을 들 수 있다.

#### 상처와 재혼, 병환
이후 본처 조씨를 상처하고 1485년(성종 16년) 사복시첨정(司僕侍僉正) 문극정(文克貞)의 딸인 남평문씨(南平文氏)와 재혼했다. 그의 아내 조씨는 일찍 어머니를 여의고 증조모와 외조모 아래서 컸다. 시집와서는 7남매를 연달아 잃고 결국 아이를 낳다 얻은 병으로 떠났다. 김종직은 박복(薄福)한 아내의 영전에서 통곡하며 긴 제문(祭文)을 바쳤다. '당신 아버지는 정정히 계시는데 아름다운 날이면 누가 술을 마련할 것이며, 어린 두 딸 시집갈 땐 누가 짐을 꾸려주겠는가...'라며 통탄하였다. 1487년(성종 18년)에 전라도 관찰사(全羅道觀察使)가 되었다.

#### 학맥
그는 정몽주―길재―김숙자로 이어지는 한국 유학의 정통을 계승하여 학문과 덕행이 만인의 사표가 되었다. 문하에서 김굉필·김일손·정여창·손중돈·이목·권오복(權五福)·권경유·남곤·주계부정 이심원, 최부(崔溥) 등이 배출되었다.
그 외에 박한주(朴漢柱)·유호인(兪好仁)·이승언(李承彦)·이원(李黿)·이주(李胄)·원개(元槩)·이승언(李承彦)·조위(曺偉)·남효온·김맹성(金孟性)·송석충·이의무·강흔·이기·홍유손(洪裕孫)·최부(崔溥) 등의 도학자들이 배출되었다.
또한 이철균, 곽승화, 강흔, 강경서, 이수공, 정희량, 강희맹, 노조동, 강겸, 이계맹, 정승조, 강백진, 강중진, 강혼, 김흔(金昕), 김용석(金用石), 이종준(李宗準), 김기손, 손효조, 신영희(辛永禧), 안우(安遇), 표연말, 허반, 홍한(洪瀚), 정세린, 주윤창, 양준(楊浚), 방유녕(方有寧), 손숙돈 등이 배출되었다. 박형달(朴亨達), 안구(安覯), 박수견(朴守堅), 민구령(閔九齡) 형제 등도 그의 문하에서 배운 문인들이었다.
왕족인 무풍부정 이총, 신숙주의 손자인 신용개, 중종반정의 3대장의 한사람인 유순정과 성희안, 기묘사화 당시 조광조 일파 숙청을 묵인한 김전, 임사홍의 아들인 임희재 등도 그의 문인이었다. 이후 조광조, 김안국, 김정국, 이행, 이연경, 이언적 등에게까지 그 학통이 계승되었다.

#### 은퇴와 낙향
1488년 5월에 사직상소를 올렸으나 반려되고 병조참판 겸 홍문관 제학이 되었다가 그해 10월 16일에 한성부좌윤 겸 동지성균관사로 임명되었다. 그 뒤 한성부 판윤을 거쳐 1489년(성종 20년) 1월에에는 공조참판겸 동지경연 홍문관 제학 성균관사로 임명되었다. 그해 여름 형조판서 겸 홍문관 제학이 되었다가 겸홍문관 대제학이 되었다. 그러나 평소 지병인 중풍(中風)의 마비 증세로 인하여 휴가를 주었으나 낫지 아니하므로 지중추부사(知中樞府事)로 전임되었다. 그러나, 병환에 차도가 없자 병으로 물러나기를 청하고 고향 밀양에 돌아가 후학들에게 경전을 가르쳤다.
1492년 초 형조판서에 재임명되고 지경연춘추관사와 동지성균관사를 겸하였다. 그러나 곧 병으로 사직하고 밀양으로 낙향하였다. 그는 사직 상소를 올라고 녹봉을 반납했으나 성종은 특명으로 전직을 바꾸지 말라하고 사관을 보내어 위로하고 녹봉을 받으라 하였다. 점필재는 세차례나 상소로 사퇴했지만 성종은 윤허하지 않았다. 오히려 성종은 '점필재는 단직하고 성긴하여 거짓이 없고 학문의 연원이 넓고 깊다'라는 내용의 비답을 친서로 두 차례나 보내어 윤허하지 않았다. 그는 성종이 내린 녹을 사양했는데, 모든 사람들이 나라에서 주는 녹을 받으라 권하여도 불응하고 세 번이나 글을 올리며 사양했으나 성종이 이를 허락하지 않고 친히 비답문을 지어서 보내며, 어사품을 선물로 받게 되었다.

### 최후
1492년 7월 집안에 있던 서적을 살펴 다른 사람에게서 빌린 서책들을 되돌려주게 하였다. 그는 문집으로 《점필재집 (米畢齋集)》, 저서로는 《유두유록 (流頭遊錄)》, 《청구풍아 (靑丘風雅)》, 《당후일기 (堂後日記)》 등이 있고, 편서로는 《동문수 (東文粹)》, 《이준록 (彛尊錄)》, 선산군의 향토지인 《일선지(一善誌)》 등을 남겼다. 그의 병이 위독하다는 소식이 전해지자 성종은 특별히 쌀 70석을 하사하고 의원을 보내어 약을 하사하였다.
그해 8월 19일 밀양의 명발와에서 사망하였다. 그의 부음이 듣고 성종은 특별히 조회를 이틀간 파하고 애도하였으며 태상시에 명하여 바로 문간의 시호를 내렸다. 5남 3녀를 두었으나 아들 넷을 일찍 여의고, 후처 문씨에게서 얻은 아들 김숭년(金崇年)의 나이가 7세밖에 되지 않아 후처인 문씨(文氏)가 상주가 되고, 제자이자 외조카인 강백진, 강중진, 제자이자 처남(그의 본처 조씨의 남동생)인 호조참판 조위가 호상을 하였다. 밀양군 부남(府南)의 무량원(無量院) 서산(西山) 건좌손향(乾坐巽向)에 묻혔다. 당시 그의 나이 향년 62세였다.
김종직(金宗直·1431~1492)은 연산군 때 무오사화로 부관참시당했다. 밀양에 전해지는 설화에 따르면, 이 때 호랑이가 나타나 찢어진 시신을 지키며 몇 날 며칠을 슬퍼했다고 한다. 사람들이 시신을 거두어 이장하여 안장한 이후에도 호랑이는 무덤을 지키다 결국 그 앞에서 죽었다고 한다. 마을 사람들은 이를 가엾이 여겨 김종직 묘 옆에 호랑이 무덤을 따로 만들어주었다고 전해진다. 그의 묘 옆에는 김종직의 죽음을 슬퍼했다는 호랑이의 설화가 깃든 인망호폐(人亡虎斃) 비석이 있다.
사망 직후 그에게는 문충(文忠)의 시호가 내려졌다가 1494년(성종 24) 문간(文簡)으로 개정되었다. 다시 1708년(숙종 34년) 7월 22일 예조의 건의로, 원래의 시호대로 회복되어 문충으로 다시 복작되었다.

### 사화와 부관참시
사후 6년 뒤인 1498년(연산군 4) 제자 김일손이 사관으로 있으면서 사초(史草)에 수록한 〈조의제문 弔義帝文〉의 내용이 문제가 되어, 이극돈 등의 비난을 받아 공론화되었다가 세조를 비판했다는 이유로 부관참시(剖棺斬屍)당하고 생전에 지은 많은 저술도 압수당한 뒤 불살라졌다. 이극돈 은 자신이 상중에 술을 마시고 기생을 출입시킨 것을 김일손이 사초에 기록한 것을 못마땅히 여기다가 조의제문의 내용을 문제삼은 것이다.
조의제문이 문제가 된 것은 그가 세조의 찬탈에 비판적이며 항우가 초(楚)나라 회왕(懷王：義帝)을 죽인 것을 빗대어, 세조가 단종으로부터 왕위를 빼앗은 것을 비난하였다는 것이 표면적인 이유였다. 조의제문이 세조를 직설적으로 비판한 것인가 여부는 불확실하며 실제로는 종래의 집권세력인 유자광·정문형·이극돈 등 훈구파가 성종 때부터 주로 사간원·사헌부·홍문관 등 3사(三司)에 진출하여 언론과 문필을 장악하여 훈구파를 비판해왔던 김종직 문하의 사림파를 제거할 목적으로 날조, 해석했다고 평가된다. 이후 다른 훈구세력 역시 그들의 주장에 동조하여 김종직과 그 일파의 처벌에 찬성한다.

송시열

이 사건은 무오사화(戊午士禍)로 이어져 김일손·권오복 등이 죽음을 당하고 정여창·김굉필·남곤·이종준(李宗準) 등이 유배되는 등 일단 사림파의 후퇴를 가져왔다. 이때 그가 저술한 글을 세상에 전하지 못하게 불에 태워 없앴으나, 그의 외조카 강중진이 화를 당하면서 10여권의 책을 숨겨두어 후세에 전하게 되었다. 1506년 중종이 즉위한 뒤 조광조, 김식 등 김굉필과 정여창의 문하생들이 조정에 다시 출사하면서 죄가 풀리고 관작이 회복되었다.

#### 류자광의 보복 과정
김종직이 류자광이 쓴 글과 현판들을 떼어내 불살라버렸을 때 류자광은 아무런 감정을 드러내지 않았다. 류자광은 오히려 김종직이 사망하자 제문을 지어 애통해하면서, 김종직을 중국의 옛 문장가인 한유(韓愈)에 비교하기까지 했다. 이를 두고 당시 사람들은 당시 김종직에 대한 성종의 신임이 두터웠고 또 그 제자들이 득세하고 있었기에, 오히려 류자광이 그런 감정을 가볍게 드러내지 않고 그들과 교분을 트려는 속셈이었다고 했다.
그러나 김일손의 사초 문제가 외부로 알려지면서 문제가 비화되자, 류자광은 성종이 걸어놓게 한 김종직의 당기를 떼어 불살랐다. 그리고 여기저기에 걸려 있는 김종직이 지은 현판을 모조리 없애게 했다. 그리고 류자광은 김종직을 역적으로 몰았다.
류자광은 김종직을 가리켜 "간사한 신하가 몰래 모반할 마음을 품고 옛 일을 거짓으로 문자에 표현했으며, 흉악한 사람들이 당을 지어 세조의 덕을 거짓으로 날조해서 꾸며 나무라니 난역 부도한 죄악이 극도에 달했다."고 비판했다. 또한 류자광은 간사한 신하 김종직은 나쁜 마음을 몰래 품고 그 무리들을 모아 음흉한 계획을 시행하려 한 지가 오래 되었다고 했다. 류자광은 김종직이 세조의 찬탈을 비판하면서도, 그가 세조의 부름을 받고 조정에 출사한 것을 계속 걸고 넘어졌다.
그밖에도 류자광은 김종직이 성종의 명으로 지은 환취정 기문을 인멸하려 했다.

### 사후

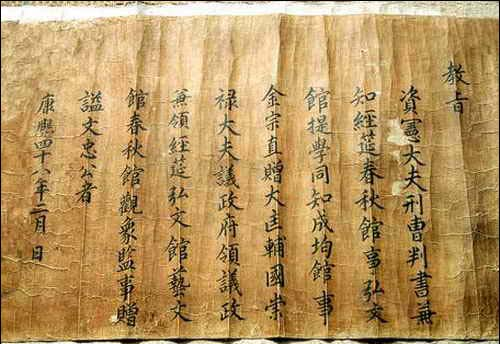
1709년 2월에 추서된 시호 증시 교지

이후 중종 초 사림파가 조정을 장악하게 되면서 선비의 사표로 추대되었다. 조광조는 그를 성균관 문묘에 종사하려 노력하였으나 실패하였다. 그 뒤 기묘사화로 그의 문하들은 다시 큰 타격을 입었으나, 1565년 윤원형 등이 축출되면서 조정을 장악하게 된다.
사후 신도비가 세워졌고, 지중추부사 겸 홍문관대제학 예문관대제학 홍귀달(洪貴達)이 글을 지었으나 임진왜란과 정묘호란 등으로 유실되었다. 1634년(인조 12년) 여헌 장현광이 다시 신도비를 세우고, 창원대도호부사 김해진관병마첨절제사(昌原大都護府使 金海鎭管兵馬僉節制使) 오여발(吳汝撥)이 글을 써서 다시 건립한다. 묘갈명도 다시 개보수되어 우암 송시열이 묘갈명을 찬하였다.
1689년(숙종 15년) 1월 27일 송시열과 김수항 등의 건의로 증 대광보국숭록대부 의정부영의정에 증직(贈職)되고, 1709년(숙종 35년) 2월 다시 증 대광보국숭록대부 의정부영의정에 추증되고, 문간(文簡)에서 문충(文忠)으로 시호가 고쳐졌다. 시호(諡號)는 정2품 이상 대신에게만 내리는 것으로 알려져 있다.
저서로는 점필재집(畢齋集), 유두유록(遊頭流錄), 청구풍아(靑丘風雅), 당후일기(堂後日記), 《동문수(東文粹)》 등이 있다. 총재관으로서 《동국여지승람》 55권을 증수하였고 서화에도 뛰어났다.
고령 쌍림에 부조묘(不朝廟)가 세워졌고, 1567년(명종 22년) 밀양 부북면 후사포리의 예림서원(禮林書院)이 세워져 제향되고 1669년(현종 10년) 사액서원이 되었다. 선산의 금오서원(金烏書院), 함양의 백연서원(栢淵書院), 금산(金山)의 경렴서원(景濂書院), 개령(開寧)의 덕림서원(德林書院) 등에 제향 되었다.

## 저서 및 작품

### 저서
- 《점필재집》
- 《청구풍아 (靑丘風雅)》
- 《동문수 (東文粹)》
- 《당후일기》
- 《유두유록》(遊頭流錄)
- 《기행록(紀行錄)》

### 공저
- 《동국여지승람》

### 작품
- 〈조의제문〉
- 〈세자빈한씨애책문 世子嬪韓氏哀冊文〉
- 〈인수왕후봉숭왕책문 仁壽王后封崇王冊文〉
- 〈세조혜장대왕악장 世祖惠莊大王樂章〉
- 〈예종대왕시책문 睿宗大王諡冊文〉
- 계천군손소묘갈명(雞川君孫昭墓碣銘)
- 좌찬성 이파(李坡) 묘지명
- 호안공 황치신 신도비명(朝鮮故胡安公黃致身神道碑銘)
- 김처사효문명(金處士孝門銘)- 김극일(金克一)의 묘갈명
- 유음묘지명(兪廕墓誌銘)
- 선산지도지(善山地圖誌)
- 경상도 지도지(慶尙道地圖誌)
- 송도록(松都錄)의 발문
- 신문충공문집(申文忠公文集)의 서문 : 문충공 신숙주의 문집 서문

## 약력
- 1431년(세종 13년) 경상도 밀양부 부북면 대동리(현, 밀양시 부북면 제대리) 추원재에서 출생
- 아버지 김숙자로부터 성리학을 수학
- 1446년(세종 28년) 16세때 소과에 응시, 낙방
- 1453년(단종 1년) 진사시 합격
- 1456년(세조 2년) 정월 문과에 낙방, 3월 부친 김숙자 사망
- 1457년(세조 3) 조의제문을 지음
- 1458년(세조 4) 서실 겸 별장인 명발와(名發窩)를 짓고 학문 연구에 몰두하다
- 1459년(세조 5) 문과에 급제, 권지를 거쳐 승문원 부정자 역임
- 1462년(세조 8) 수빈 한씨를 받들어 높이는 옥책문(玉冊文)을 지어올렸다.
- 1463년(세조 9) 문소전(文昭殿)에 제사지내는 대축문을 지었다.
- 1464년(세조 10년) 불교 비판과 잡학 반대로 투옥, 장형을 받음
- 1465년(세조 11년) 복직, 경상도 병마평사로 부임, '경상도지도지' 편찬
- 1466년(세조 12년) 이시애의 난 진압을 위한 병력 모집의 공문을 들고 영해부로 갔다.
- 1467년(세조 13년) 이시애의 난 진압 관련 임무를 마치고 귀환, 홍문관 수찬이 됨
- 1470년(성종 1년) 함양군수, 재직 중 감사 유자광을 의도적으로 피함
- 1471년(성종 2년) 함양군수 재직 중 유자광의 현판 소각 사건
- 1476년(성종 7년) 지승문원사
- 1476년(성종 7년) 선산부사
- 1479년(성종 10년) 10월 어머니 박씨 사망
- 1482년(성종 13년) 부인 사망, 홍문관 응교에 제수됨
- 1484년(성종 15년) 승정원좌부승지, 승정원도승지
- 1485년(성종 16년) 이조참판, 문씨와 재혼
- 1486년(성종 17년) 예문관 제학
- 예문관 제학 재직 중 동국여지승람 수정 보완에 참여
- 1487년(성종 18년) 5월 전라도 관찰사로 나감
- 1488년(성종 19년) 2월 형조판서로 복귀
- 1488년 8월 병으로 사직하려 하자 왕이 만류함. 곧 지중추부사에 임명되어 밀양 귀향
- 1489년(성종 20년) 이후 병으로 요양
- 1492년(성종 23년) 경상도 밀양 정침에서 풍증으로 사망

## 사상과 신념

### 도학과 절의
김종직의 학문은 무오사화 때 그의 많은 글이 불살라진 관계로 전체적인 모습을 밝히기는 어려우나 대체로 정몽주와 길재의 도학사상(道學思想)을 이어받아 절의(節義)와 명분을 중요시하고 시비를 분명히 밝히려고 했다. 그는 학문적 이론에서 끝나지 않고 학문의 이론과 동시에 실천을 강조했다. 〈소학〉과 사서(四書) 및 〈주자가례 朱子家禮〉를 기반으로 하는 성리학의 실천윤리와 생활화를 역설하였으며, 오륜(五倫)이 각각 질서를 얻고 사농공상(士農工商)의 사민(四民)이 자기의 직분에 안정하도록 하는 인정(仁政)의 실시가 이상적인 정치라고 보았다. 이를 위해 향교 교육과 인재의 등용을 매우 중시했다.

### 경학과 사장
사서오경과 주자의 성리서 등의 경술(經術)을 근본으로 하면서도, 문장력과 시서 등도 중요하게 생각했다. 당시 대명사대외교(對明事大外交)에서 꼭 필요하였던 사장(詞章)의 학문을 겸비하기도 하였다. 김종직의 문학세계는 명분·절의·수기(修己)에 근간을 두는 여말선초의 처사문학(處士文學)과 송시(宋詩)의 영향을 받아 화려한 문채(文彩)를 배격하고 간결하면서도 함축된 이(理)를 드러내는 것이었으나, 경(經)과 문(文)을 다같이 중시하는 폭넓은 것이었다. 후대에 이르러 경학파와 사장파로 분기되고 이 중 사장파는 몰락하면서 경학만을 중시하는 풍조가 계속되었지만 그는 경학에 못지 않게 사장의 중요성을 주장하기도 했다.
김종직의 학문은 정통 성리학의 입장을 견지한 김굉필, 정여창, 시문(詩文)과 사장으로 이름을 날린 김일손, 유호인, 남곤, 이행, 조위, 사회적인 체제와 구속을 벗어나려는 방외인문학(方外人文學)의 입장에 선 남효온(南孝溫), 홍유손 등 여러 갈래로 이어졌다. 이러한 사림파의 학문은 무오사화·갑자사화로 한때 침체했다가, 김굉필에게서 배운 조광조(趙光祖), 김안국(金安國) 등에 이르러서 크게 융성했다.

### 도의 정치
그는 왕이라고 해도 예외가 되어서는 안되며 국왕이 도와 덕의 모범을 보여야 된다고 주장하였다. 김종직의 조의제문과 훈구 세력에 대한 비판적인 상소들은 그의 도학적인 절의를 잘 보여주고 있다. 비록 왕이라고 할 지라도 도리와 덕을 지키지 않으면 비판을 받아야 한다는 것이 그의 입장이었다. 성종 역시 김종직의 견해에 동조하여 스스로 도학적인 자세로 국사에 임하려 했다.
고려말의 정몽주와 길재의 학풍을 이어받은 아버지 김숙자에게 글을 익힌 김종직은 문장에 뛰어났으며 사학에도 두루 능통해 조선시대 도학의 정맥을 이어가는 중추적 구실을 하였다. 그의 도학을 정통으로 이어받은 제자 김굉필은 조광조와 같은 걸출한 인물을 배출하여 그 학통을 그대로 계승시켰다. 이처럼 도학이 조선조 도통의 정맥으로 이어진 것은 그의 조의제문에서 보여지듯이 그가 화려한 문장이나 시문을 추구하기보다는 궁극적으로 절의를 바탕으로 정의를 숭상하고 시비를 분명히 가리려 하는 의리적인 성향을 보였다는 점에서 찾을 수 있을 것이다. 이 같은 정신은 제자들에게 전해졌고, 제자들은 절의와 의리를 내세우며 이를 저버린 훈구파와 척신 세력의 비리와 부도덕을 비판하고 나섰다.

## 가족 관계
- 증조부 : 김은유(金恩宥)
  - 할아버지 : 김관(金琯)
    - 아버지 : 김숙자(金叔滋)
    - 어머니 : 박홍신(朴弘信, 밀양박씨, 1400년 - 1479년 12월 20일)
      - 형님: 김종석(金宗碩)
      - 전처: 창녕조씨, 울진현령 조계문(曺繼文)의 딸
        - 일남 : 김억(金繶), 早天
        - 이남 : 김곤(金緄)
        - 자부 : 해평김씨(海平金氏), 홍문관수찬(修撰) 김맹성(金孟性)의 딸
        - 삼남 : 김담(金紞), 早天
        - 장녀 : 김씨
        - 사위 : 유세미(柳世湄, 생원, 전주유씨)
        - 이녀 : 김씨
        - 사위 : 이핵(李翮, 생원, 파산이씨)

      - 후처: 남평 문씨(南平文氏), 첨정 문극정(文克貞)의 딸 - 1남 1녀
        - 사남 : 김숭년(金嵩年, 1485년 - 1539)
        - 삼녀 : 김씨, 무후
        - 사위 : 신용계(申用啓, 직장,평산신씨, 직장)

      - 손자: 윤, 유, 뉴

## 평가와 비판

### 긍정적 평가
점필재(佔畢齋) 김종직은 포은 정몽주와 야은 길재 문하로 후진을 양성하며 조선 유학의 맥을 이었다는 평가를 받고 있지만 내용면에서는 길재(吉再) 및 아버지의 학통을 이어받아 학문 경향은 효제충신(孝悌忠信)을 주안으로 하는 실제적 방면에 치중한 것이었다는 평이다.
하지만 잘알려지지 않은 김종직에 대한 평가도 있다. 이것을 알려면 김종직이 사림(士林)의 영수이므로 사림에 대해서 알아야한다. 사림에 대해서 논하길 조선 후기 연암 박지원은 『연암집(燕巖集)』에서 “학문을 강론하고 도(道)를 논하는 사람들을 사림(士林)이라 한다”라고 정의한 것처럼 학문하는 선비를 뜻했다.
그러나 조선 초기의 태조~세종실록 등에 ‘사림에서 애석하게 여겼다(士林惜之)’ ‘사림이 비루하게 여겼다(士林鄙之)’ 같은 표현이 나오는 것처럼 ‘학문하는 재야의 양반 사대부’란 의미로 사용되었다. 이들은 세조 때 등장한 부패한 훈구(勳舊) 공신 세력과 자신들을 구별할 필요를 느꼈다. 그래서 성종 무렵 사림은 훈구 공신에 반대하는 신진 정치세력을 뜻하는 정치적 용어로 바뀌게 되었다.
그런 정치적 사림의 선구 격이 점필재 김종직(金宗直)이었다.

### 부정적 평가
김종직은 세조 2년(1456) 회시(會試)에서 낙방했다가 세조 5년(1459) 식년문과에 급제해 세조 때 벼슬을 했다. 그 점 때문에 훗날‘조의제문(弔義帝文)’을 지어 수양대군이 단종을 죽인 것을 비판했을 때 비판할 자격이 있었냐는 비평을 받기도 한다. 허균, 성호 이익 등은 이를 지적했다. 그런데 이는 유자광과 이극돈 등을 비롯하여 그를 비판하는 측에서 그를 비판하는 소재거리로 수시로 제기해온 것이기도 하다.
또한 스스로 자초한 일로 함양군수 시절 경내 누각에 걸린 유자광의 친필 액자를 불살라 버렸다고 전해지는데 이런 사소한 감정싸움이 참혹한 악연으로 이어져 제자가 죽거나 귀양가고 부관참시라는 혹독한 참화를 겪게 된 것이다. 그래서 '그 책임을 누가 지을 수 있었겠는가'하는 물음이 지금에 와서도 대두되고 있다.
김종직은 성종 8년(1477) 과거에 응시하러 서울로 올라가는 자신의 문인(門人)들에게 ‘우리 당에는 뛰어난 선비가 많다(自多吾黨多奇士)’고 말한 것처럼 자주 ‘우리 당(吾黨)’이라는 용어를 사용했다. 이처럼 조선 초기시대에 살았던 김종직은 인정받는 요즘으로 말하면 '사림(士林)의 초대 당수'였다. 그러나 편가르기와 파벌을 노골적으로 조장했다는 비판도 있다.
김종직은 세조가 조카와 형제들을 죽이고 왕위를 찬탈한 것을 조의제문을 통해 돌려서 비판하였다. 그런데 허균(許筠)은 김종직론이라는 글을 남겨 그를 위선자라며 질타하였다.
| “ | 김종직론(金宗直論) - 교산 허균 천하에 이록(利祿)이나 취하고 자신의 명망을 훔치는 자가 있는데, 세상에서 군자라고 한다면 사람들이 그걸 믿을 것인가? 나는 믿지 못한다고 말하겠다. 왜 그게 믿어지지 않을까? 자기 것으로 해버리거나 훔친다면, 비록 도덕(道德)과 인의(仁義)에서 나왔더라도 거짓 짓임을 면하지 못하는데, 하물며 이록과 명망이겠는가. 이미 이록을 취하였고 명망을 훔쳐서 한 세상을 속이고 자신의 영화와 녹봉을 누린다면, 정말로 자기의 지혜를 다하고 온 마음을 기울여 자기의 직분으로 당연히 할 일에 맞도록 하여야 그의 잘못을 조금이라도 보완할 수 있다. 그런데 반대로, “영화와 녹봉은 나의 뜻이 아니다.” 하면서, 능청스럽게 한갓 그 수레를 붉게 꾸미고 그 인끈을 붉게 하면서 일생을 마친다면, 그의 죄악은 죽음을 당해도 용서받지 못하리라. 김종직은 근세에 이른바 대유(大儒)다. 젊은 시절에는 벼슬하려고도 않더니 세조(世祖)가 과거에 응시하도록 다그치니 부득이(不得已) 과거에 올랐으며, 시종(侍從)의 직책에 드나들더니 벼슬이 높아졌다. 그러면서는 모친이 늙었으므로 억지로 벼슬한다고 일컬었었다. 그러나 어머니가 천수(天壽)를 다하고 세상을 마쳤으나 오히려 벼슬을 그만두지 않았었다. 그의 문인(門人) 김굉필(金宏弼)이 더러 그가 건백(建白, 당대의 중요 문제에 대한 시정책을 건의)하지 않음을 간(諫)하면, 이어서, "벼슬하는 것은 나의 뜻이 아니다. 그러므로 건의하고 싶지 않다."라고 하였다. 김종직과 같은 사람이야말로 참으로, 이록(利祿)을 취하고 명망을 훔치며 능청스럽게 한갓 수레를 붉게 하고 인끈을 붉게 한다고 말해지는 바의 사람이었다. 계유정란(癸酉靖亂)을 당하여, 김종직은 박팽년(朴彭年)ㆍ성삼문(成三問) 무리들처럼 녹을 먹던 사람이 아니었고, 김시습(金時習)처럼 평소에 은택(恩澤)을 입었던 것도 없었다. 다만 시골의 변변찮은 한 선비여서 옛 임금 단종(端宗)을 위하여 죽어야 할 의리도 없었으니, 그가 벼슬하기를 달갑게 여기지 않은 것이 본래 위선이었다. 비록 위선이었지만 이미 뜻을 세웠다면, 임금이 아무리 다그치더라도 죽기를 맹세하고 가지 않았어야 옳았다. 그런데 화(禍)를 두려워하여 억지로 나온 것처럼 하였다. 이미 과거에 합격해서는 붓을 귀에 얹고 임금의 말을 기록했으며, 사책(史策)을 끼고 고운 털자리에 엎드리기도 하였다. 또 고을을 맡아서 그의 어머니를 봉양했으니, 그가 이록을 취했던 것은 정도를 넘었었다. 또 명호(名號)를 훔치고 싶어 남에게 말하기를, “나에게는 어버이가 있다. 그러나 끝내는 서산(西山)의 뜻을 지키리라.” 하였다. 그러나 이미 어머니의 복제(服制)를 벗고도 응교(應敎) 벼슬을 받았었고, 10년 동안에 형조 판서(刑曹判書)로 뛰어올랐다. 그만 쉴 만도 하나 오히려 더 탐내며 떠나가지 않았다. 책임을 완수치 못하면서 직책상 당연히 해야 할 것도 하지 않다가, 문인(門人)이 그 점을 지적해 주면 모면하려고 꾸며대는 말로써 대답하였다. 이게 과연 군자라고 여길 만한가? 이런 속임수는 마땅히 죽임을 당해야 한다. 그러나 세상에서는 지금까지 계속하여 그 사람을 칭찬하고 있으니, 무엇 때문일까? 내가 가만히 그의 사람됨을 살펴보았더니, 가학(家學)을 주워모으고 문장 공부를 해서 스스로 발신(發身)했던 사람에 지나지 않았다. 그러하고 마음은 교활하여 그의 명망을 높이려고 한 세상 사람을 용동(聳動)시켰고, 임금의 들음을 미혹되게 하여 이록을 훔치는 바탕으로 삼았다. 이미 그러한 꾀를 부렸지만 자기의 재능을 헤아리니 백성을 편하게 하고 구제하기에는 부족하였다. 그런 까닭으로 넉넉히 할 수 있는 일이지만 하기를 좋아하지 않는 것처럼 하고는 자신의 졸렬을 감추는 수단으로 하였으니 그것 또한 공교로웠다. 그가 조의제문(弔義帝文)을 짓고 주시(酒詩)를 기술했던 것은 더욱 가소로운 일이다. 이미 벼슬을 했다면 이 분이 우리 임금이건만, 온 힘을 기울여 그를 꾸짖기나 하였으니 그의 죄는 더욱 무겁다. 죽은 뒤에 화란을 당했던 것은 불행해서가 아니라 하늘이 그의 간사하고 교활했던 것에 화내서 사람의 손을 빌어다가 명백하게 살륙한 것이 아닐는지? 나는 세상 사람들이 그의 형적(形迹)은 살펴보지 않고, 괜스레 그의 명성만 숭상하여 지금까지 치켜 올려 대유(大儒)로 여기는 것을 안타까워한다. 때문에 특별히 나타내어 기록한다. | ” |

교산 허균의 글은 논란거리가 되었다. 허균은 또한 김종직을 사기리절기명(私其利竊其名, 이익과 관록을 앉아서 차지했다)고 혹평하기도 했다. 교산 허균은 김종직에 대한 신랄한 비판을 남겼지만 이때문에 김종직의 학통을 계승한 사림파로부터 심한 공격을 당하고, 허균의 저서들은 정조 이전까지 금서(禁書), 불온서적으로 지정, 언급조차 금기시되었다.
1529년(중종 24) 10월 16일 생원 이종익(李宗翼)은 그가 세조의 발언에 앙심을 품고 조의제문을 썼다는 의혹을 제기했다. 이종익은 종직이 세조 때의 어느 대신의 추천을 받아 세조와 면담했으나, 세조는 그를 직접 만나보고는 '완고하여 쓸모 없는 선비다. 등용할 것 없다.'고 하였다. 세조의 말을 듣고 그는 발끈 화를 내고 물러가 조의제문을 지었다고 하였다.
퇴계 이황은 김종직의 후학인 회재 이언적을 다양한 학문적 저술을 남겼다며 극찬, 높이 평가하면서도 김종직에게는 박한 평가를 내렸다. 이황은 김종직을 가리켜 학문에 몸담은 사람이 아니라, 화려한 사장을 즐기는 문장 잘하는 선비였을 뿐이라는 인색한 평을 남겼다.
성호 이익은 성호사설 9권에서 그는 한 사람의 문사일 뿐이라고 했다. 점필재 김종직(佔畢齋 金宗直)은 하나의 문사(文士)일 뿐이다. 세조조(世祖朝)에 급제(及第)하여, 후에 벼슬이 육경(六卿)에까지 이르렀는데, 그 조의제문(吊義帝文)을 보면 분명히 우의(寓意)한 작품이었으니 이 무슨 도리란 말인가? 라고 했다. 세조 때 급제해서 벼슬이 육경에 올라갔으면서 조의제문으로 세조를 비판하는 이유가 뭐냐고 지적했다.

## 학맥
학맥상으로는 백이정과 안향에게까지 거슬러 올라가는데, 백이정, 안향→이제현→이색→정몽주→길재→김숙자→김종직으로 이어진다. 김종직의 대에 이르러 많은 제자를 양성하게 된다.
백이정, 안향→이제현→이색→정도전

　　　　　　　　　　　　　→이숭인

　　　　　　　　　　　　　→정몽주→권근

　　　　　　　　　　　　　　　　　　→권우→세종대왕

　　　　　　　　　　　　　　　　　　　　　→정인지

　　　　　　　　　　　　　　　　　　→길재→김숙자→김종직→정여창

　　　　　　　　　　　　　　　　　　　　　　　　　　　　　→김굉필→조광조

　　　　　　　　　　　　　　　　　　　　　　　　　　　　　　　　　→김안국

　　　　　　　　　　　　　　　　　　　　　　　　　　　　　　　　　→김정국

　　　　　　　　　　　　　　　　　　　　　　　　　　　　　→주계부정 이심원

　　　　　　　　　　　　　　　　　　　　　　　　　　　　　→김일손

　　　　　　　　　　　　　　　　　　　　　　　　　　　　　→손중돈→이언적

　　　　　　　　　　　　　　　　　　　　　　　　　　　　　→김전

　　　　　　　　　　　　　　　　　　　　　　　　　　　　　→남곤

김전은 기묘사화에 가담하여 조광조를 숙청했고 남곤은 기묘사화를 묵인했는데, 남곤과 김전 역시 김종직이 길러낸 인물이었다. 조광조와 김식은 김굉필의 문하생이었다.

## 사상과 영향

### 조의제문
그는 일찍이 〈조의제문〉(弔義帝文)을 지었는데, 그가 죽은 지 6년 후인 1498년(연산군 4년)에 제자 김일손이 사관으로 있으면서 이것을 성종실록 사초에 적어 넣은 것이 원인이 되어 무오사화가 일어났다. 1498년 연산군 4년 7월 13일 김일손의 공초 내용을 보면, 다음과 같은 부분이 문제되고 있음을 알 수 있다.
| “ | 노산(魯山)의 시체를 숲속에 던져버리고 한 달이 지나도 염습(斂襲)하는 자가 없어 까마귀와 솔개가 날아와서 쪼았는데, 한 동자가 밤에 와서 시체를 짊어지고 달아났으니, 물에 던졌는지 불에 던졌는지 알 수가 없다. | ” |

조의제문 내용은 항우에게 살해당하여 물에 던져진 회왕 즉, 의제(義帝)를 조상한다는 제문이다. 그러나 이것은 세조의 왕위 찬탈을 비꼬는 내용으로, 살해당하여 물에 던져진 단종에 대한 묘사와 유사한 면이 있어 세조와 후인들의 정통성을 부정당하는 내용이었다.
또한 김종직은 유유의 찬탈을 따른 신하를 "유씨(劉氏)가 우리 임금이네 하면 저 푸른 하늘을 속일 수 있다고 하였겠지" 힐난하고, 이렇게 이어갔다.
| “ | 요순의 훈풍을 높이도 끌어댔지만(高把堯舜薰)/선위를 받는 게 끝내는 역적이었네(受禪卒反賊)/역사는 글을 교묘하게 꾸며서(史氏巧其文)/거북 기린 용 봉황이 부응하였다고 유인하였네(諉以四靈應) | ” |

유유가 요순의 선위를 내세웠지만 실은 반역이며, 그에 따른 찬양도 모두 거짓이라고 한 것이다. 유자광은 이 부분을 세조와 훈구공신을 비방한 증거로 들이댔다. 섬뜩한 머리놀림이며 무서운 올가미치기였다.
이로 말미암아 김종직은 부관참시(관을 부수어 시체의 목을 벰)를 당하고 많은 문집이 소각되었으며, 그의 제자들이 모두 참화를 당하였다. 김종직은 대역부도(大逆不道)의 수괴가 되고, 사초에서 「조의제문」을 언급한 김일손·권오복·권경유 등은 참형을 당하였다.
여기에서 그치지 않았다. 김종직에게 배운 적이 있고 과거를 보거나 벼슬을 할 때 지도와 자문을 받은 후학들은 대부분 '난언(亂言)'과 '붕당(朋黨)' 죄에 걸려 죽거나 유배를 갔다. 이로써 김종직은 '사림의 영수'란 칭호를 받게 되었다.

### 영남학파의 분류와 영향
영남 지방에는 조선조 이후로 많은 학자들이 배출되어 여러 학맥이 생겨났다. 그 대표적인 것이 조선 초기의 김종직(金宗直, 1431년 ~ 1492년)을 영수로 하는 영학파(嶺學派)와 중기의 조식(曺植, 1501년 ~ 1572년)을 중심으로 하는 남명학파(南冥學派), 이황(李滉, 1501년 ~ 1570년)을 종주로 하는 퇴계학파(退溪學派), 그리고 장현광(張顯光, 1554년 ~ 1637년)을 주축으로 하는 여헌학파(旅軒學派) 등이 있었다.
영남학파의 학맥은 정몽주에서 비롯해 길재(吉再)·김숙자(金叔滋, 김종직의 부)를 거쳐 김종직에로 계승된다. 김종직은 도학과 문학으로 유명해 당대 유학의 조종이 되었다. 김종직은 문하에 많은 제자를 두었다.
저명한 학자로는 현풍의 김굉필(金宏弼)·곽승화(郭承華), 함양의 정여창·유호인(兪好仁)·표연말(表沿沫), 경주의 손중돈(孫仲暾), 선산의 강백진(康伯珍), 성주의 김맹성(金孟性), 안동의 이종준(李宗準), 청도의 김일손, 밀양의 박한주(朴漢柱) 등으로 꼽는다. 중종반정에 가담한 박원종과 성희안도 그의 문하생이었고, 후배 사류인 조광조 일파 제거에 가담한 남곤 등도 김종직의 문인이었다. 그밖에 회재 이언적 역시 김종직의 학통을 계승하였다.
당쟁은 붕당(朋黨)이 서로 싸우는 것을 의미한다. 이건창(李建昌)의 <당의통략>(黨議通略)에 나오는 '붕당지쟁'(朋黨之爭)의 준 말이기도 하다. 또한 붕당은 같은 스승의 제자들로 구성된 편당(偏黨)을 말하므로 붕당은 학연(學緣)과 혈연(血緣) 지연(地緣)으로 뭉친 학단(學團)이라 할 수 있다. 대표적으로 퇴계(退溪) 남명(南冥) 율곡(栗谷) 우계(牛溪) 학단 등이 있다.
처음에는 기호의 선배당(서인)과 영남의 후배당(동인)으로 갈렸고 이같은 붕당 초기의 동서분당기에는 율곡(栗谷) 이이(李珥:1536년~1584년)같은 영향력 있는 학자가 우계(牛溪) 성혼(成渾:1535년~1598년), 송강(松江) 정철(鄭澈:1536년~1593년) 등의 서인과 정치노선을 함께 하면서 동인·서인 간의 갈등 해소에 적극적 노력을 기울이기도 하였다.
그러나 점차 동인이 우세해지자 퇴계학파의 남인과 남명학파인 북인이 갈렸다. 퇴계 제자인 유성룡(柳成龍)이 임란 후 주화(主和)의 책임을 지고 물러난 데 비해 남명 제자인 정인홍(鄭仁弘) 등이 의병을 일으켰다. 정인홍은 당파가 동서로 양분되자 다른 남명학파와 함께 동인편에 섰고 1589년 정여립옥사(鄭汝立獄事)를 계기로 동인이 남북으로 분립될 때 북인에 가담하여 영수(領首)가 되었다.
그 후 북인은 광해군 조에 기호의 화담(花潭) 학단과 연립정권을 세워 결속력이 약해 사분오열되어 싸우다가 인조반정으로 무너졌다. 인조반정으로 정권을 차지한 서인은 북인들이 정권을 독차지했다가 망한 것을 교훈 삼아 소북 등 온건세력을 모아 관제야당인 남인을 만들었다.
숙종 조에 이르면 서인과 남인의 밀고 밀리는 서·남 당쟁이 심하게 일어나 국가가 망하게 생겼다. 숙종 초기 정권을 장악한 남인은 허적(許積)을 중심으로 결집되어 서인과 대치하고 있었다. 남인에 대한 처벌 문제를 놓고 서인 내부적으로 강경론을 주장하는 측과 온건한 해결을 주장하는 측으로 나뉘었는데 강경이 노론이고 온건이 소론이다.
송시열을 중심으로 한 노론(老論)과 윤증을 중심으로 한 소론(少論)으로 나뉘어 노론과 소론의 대립이 극에 달한 것은 경종 때였다. 숙종 말 경종의 왕위계승을 지지했던 소론과 경종의 동생인 연잉군(延礽君:영조)을 지지한 노론 사이에 나타난 정쟁이다. 결국 영조가 즉위하자 입장이 바뀌어 노론들은 소론들을 탄압하기 시작하였고, 결국 영조 때 노론의 4대신이 신원되는 등 소론이 정권에서 밀려나게 되었다.
영조는 노론과 소론의 대립을 없애고 국가를 살리기 위해 왕권을 강화하고 4색당파를 고루 쓰자는 황극탕평론(皇極蕩平論)이 대두하게 되었다. 정조조에 가서는 4색당파보다는 사도세자를 동정하느냐 여부를 가지고 정국이 세자를 동정하는 홍봉한(洪鳳漢) 중심의 시파(時派)와 세자의 실덕(失德)을 지적하고 영조의 처사를 옳다고 보는 김구주(金龜柱) 중심의 벽파(僻派)로 갈렸다. 그러나 영조와 정조의 전체 시기로 볼 때는 노론 위주로 정국이 운영되어 갔다.
결국 학자들의 학맥에 따라 나뉘는 붕당정치로 조선 초기부터 혼란스럽게 만들었지만 정작 조선이 망한 것은 이런 붕당과 당쟁뿐 아니라 몇몇 노론가문의 외척세도정치에 의해서였다. '붕당정치(朋黨政治)' 대신 '사림정치(士林政治)'라는 개념으로 조선 중·후기의 정치를 이해하려는 노력이 있듯이 아직도 학자간의 평가는 달라지겠지만 영남학파에 대한 학맥간의 논쟁은 좀더 신중해야 할 것으로 보인다.

### 승려 학조와 대방부부인 간통 사건
승려 학조와의 간통 사건은 후일 무오사화의 원인의 하나가 된다. 학조를 매우 혐오한 김종직은 이를 두고 경멸, 비판했는데, 김종직의 제자들 중 누군가 실록을 편찬할 때 송씨와 학조의 불륜 사실을 기사로 넣어서 문제가 됐고, 이는 무오사화까지 이어진다. 그는 "영응대군 부인 송씨는 군장사란 절에 올라가 설법을 듣다가 계집종이 깊이 잠들면 학조와 사통을 했다."는 이야기를 누군가에게 전해듣는다. 평소 불교를 미신으로 봤던 김종직은 학조와 대방부부인 송씨의 간통 사건을 접하게 되면서, 이를 불교 비판의 한 근거로 삼는다.
박경은 김일손과 기맥이 통하여 홍인문 밖에서 '영응대군 부인 송씨가 중 학조와 사통(私通)을 했다'는 방문(榜文)을 보고 알렸다가, 김일손이 사초에 적는 바람에 호된 고문을 당하고 겨우 살아난 적이 있었다.

### 관직 생활과 후학 양성
김종직은 현직 관직에 있으면서 동시에 서당을 차리고 후학들을 가르치며, 강의와 서예를 가르쳤다. 후대의 학자인 이황, 이언적, 박승임 등이 관직에서 물러나 학문 연구와 후학 양성에만 전념하던 것과는 다소 차이가 있다.
그의 영향을 받아 이후 김굉필, 남곤, 이이, 성혼, 송시열 등이 현직에 있으면서 동시에 후학을 양성하게 된다.

## 작품에서
```
* 
조선왕조 오백년
 
설중매
 - 
이영후

* 
한명회
 - 
신동훈
```

## 기타
한훤당은 21세때 함양 군수로 있던 점필재 김종직(1431~1492)의 문하에 들어가게 된다. 점필재는 한훤당을 가르치면서 "진실로 학문에 뜻을 두었다면 마땅히 소학부터 시작해야 한다"고 말하며 손수 소학을 건네준다. 이후 김굉필은 소학을 배우고 실천하며, 늘 소학을 행동의 최고 지침서로 삼았다. 한훤당은 스스로 '소학동자(小學童子)'라 칭하며 소학 공부에 몰두했다. 사람들이 나라 일에 대해 물으면 "소학을 읽는 아이가 어찌 대의를 알겠습니까"하고 대답하며, 한결같이 자신의 몸과 마음을 닦고 다스리는데 전념했다. 한훤당은 서른이 넘어서야 비로소 다른 글을 읽었다.
그와 비슷한 시대에 관료로 동명이인인 경주김씨 김종직(金從直)이 있다. 그는 조선 개국공신 조준(趙浚)의 외손녀사위이며, 세조의 서자 덕원군 이서는 그의 맏사위가 된다.

### 이은대
경상남도 함양군의 이은대는 김종직이 유자광을 피해 숨은 정자였다.
유자광의 고모는 함양군 지곡면 수여마을에 살고 있었는데 천대와 설움 속에서 살아온 서자였고, 경상도 관찰사로 발령을 받고 경상도로 내려왔을 때는 입신양명하여 떳떳하고 자랑스럽게 고모에게 인사차 함양에 들렸다. 당시 함양부사는 김종직이었다.
군수는 관찰사보다 아래로 관찰사에게 깎듯이 인사를 하고 융숭한 대접을 해야 되었다. 유자광을 평소 경멸하던 김종직은 도저히 그럴 수가 없었고, 유자광에게 굽신거릴 수는 없었던 것이다. '서자 출신의 쌍놈 주제에 뭣하러 이곳에 온담. 내 어찌 그에게 고개를 숙이리.' 하고 중얼거리며 아전에게 지방 순행차 출장갔다고 하도록 명하였다.
유자광이 어명을 받들고 공무로 오는 것도 아니고, 사사로운 일로 오는 것이므로 그를 만나야 될 필요성을 느끼지 못했다. 벼슬이 높은 사람 앞에서 거만하게 행동할 수도 없고 그렇다고 그 앞에서 머리를 조아리고 굽실거리는 것은 자존심이 허락하지 않았던 김종직은 함양의 이은대로 숨는다.

## 같이 보기
| - 성리학 - 신진사대부 - 춘추관 - 조의제문 - 예림서원 - 이색 - 정몽주 - 길재 - 이숭인 - 김숙자 - 김굉필 - 정여창 - 송석충 - 원호 - 이수형 - 김전 - 남효온 - 남이 - 유자광 - 학조 - 대방군부인 송씨 | - 사육신 - 생육신 - 김안국 - 김정국 - 김인후 - 성삼문 - 원호 - 정몽주 - 정도전 - 정보 - 어우동 - 이맹전 - 이기 - 이언적 - 이현보 - 이이 - 정견 - 임사홍 - 남곤 - 김일손 - 박승임 | - 세조 찬위 - 무오사화 - 갑자사화 - 기묘사화 - 김굉필 - 김숙자 - 정여창 - 김정국 - 김안국 - 김일손 - 유숭조 - 무풍군 - 온녕군 - 이구지 - 조광조 - 주계군 - 방유령 - 표연말 |